# Fürstentum Siebenbürgen

Wappen des Fürstentums Siebenbürgen

Das Fürstentum Siebenbürgen (ungarisch Erdélyi Fejedelemség, rumänisch Principatul Transilvaniei) war ein Fürstentum in der Mitte und im Nordwesten des heutigen Rumänien, das sich Mitte des 16. Jahrhunderts unter der Oberhoheit des Osmanischen Reiches vom Königreich Ungarn abspaltete und 1711 an das Habsburgerreich fiel. Es wurde 1765 zum Großfürstentum erhoben und 1868 aufgelöst.

## Geschichte

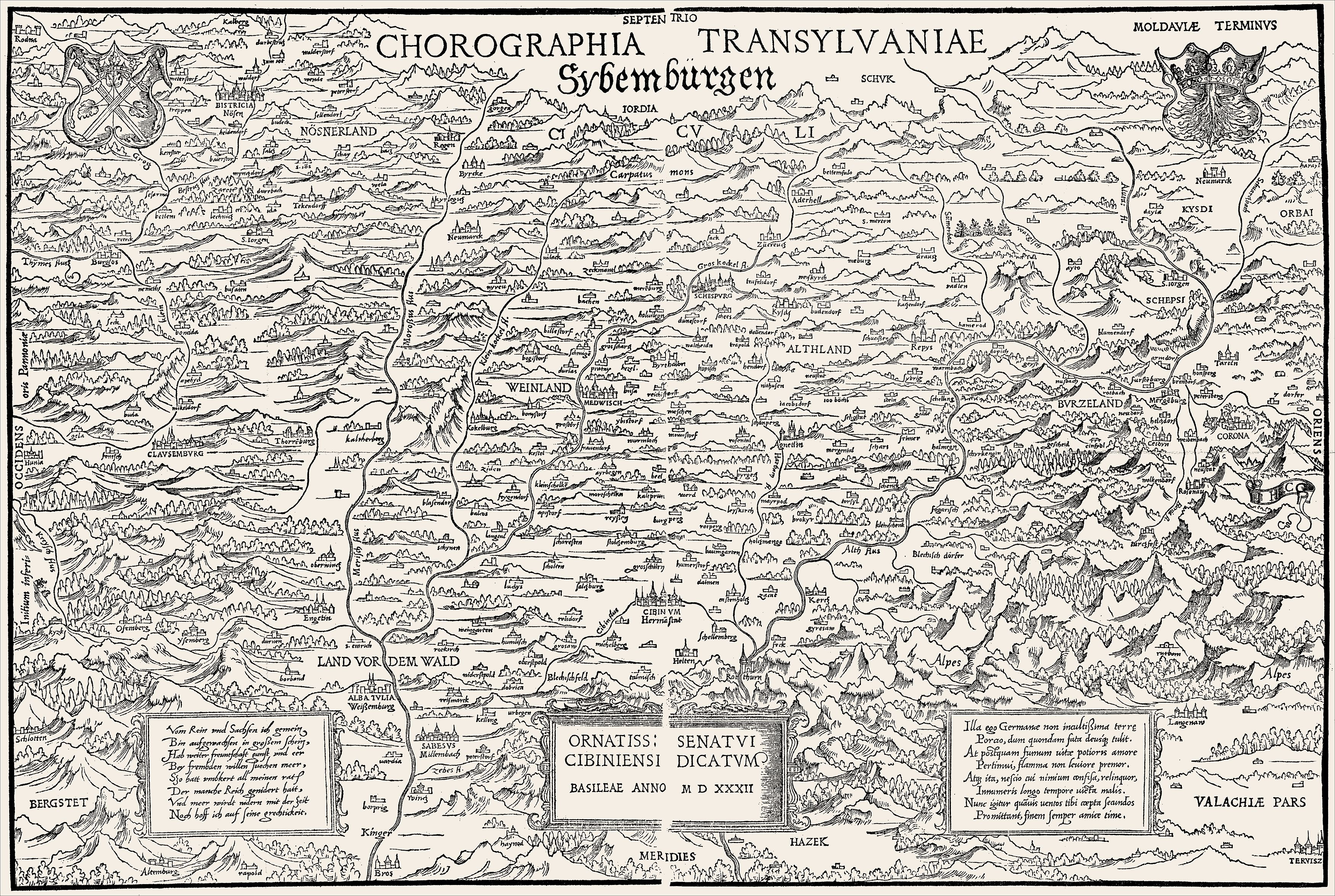
Siebenbürgen auf der Honteruskarte von 1532

### Vorgeschichte
Das Fürstentum Siebenbürgen entstand infolge der Türkenkriege der Frühen Neuzeit sowie der Zwei- und schließlichen Dreiteilung des Königreichs Ungarn.
Nach dem Sieg der Osmanen und dem Tod des ungarischen Königs Ludwig II. in der Schlacht bei Mohács am 29. August 1526 kam es in Ungarn zu einer doppelten Königswahl: Der Stuhlweißenburger Landtag bestimmte am 10. November 1526 Johann I. Zápolya, der Preßburger Landtag dagegen am 17. Dezember desselben Jahres den Habsburger Erzherzog Ferdinand von Österreich zum König von Ungarn. Ferdinand amtierte ab 1531 zugleich als römisch-deutscher König und folgte 1555 seinem Bruder Karl V. als Kaiser des Heiligen Römischen Reiches.
Die Doppelwahl löste einen Bürgerkrieg aus, in dem die Osmanen Johann I. unterstützten. Er endete 1538 mit dem Frieden von Großwardein (Nagyvárad / Oradea). Dieser sah vor, dass Ungarn entsprechend dem damaligen Status quo geteilt werden, beide Thronprätendenten weiterhin den ungarischen Königstitel tragen und Johanns Landesteil nach seinem Tod an das Haus Habsburg fallen sollte. Als Johann 1540 starb, wählte jedoch ein von seiner Witwe Isabella und Kardinal Martinuzzi improvisierter Landtag in Ofen (Buda) seinen nur wenige Wochen alten Sohn Johann II. Zápolya zum König. Um den habsburgischen Ansprüchen zuvorzukommen, ließ Sultan Süleyman I. 1541 Zentralungarn besetzen, das nun von den Osmanen fast 150 Jahre lang von Ofen aus direkt verwaltet wurde.

### Entstehung des Fürstentums

Ca. 1570

Der Hof Johanns II. Zápolya übersiedelte 1541 nach Siebenbürgen, das der Sultan dem minderjährigen König überließ. Habsburg stellte seinen Königstitel weiterhin in Frage; das Osmanische Reich, Frankreich und Polen erkannten ihn an. Das 1568 vom Siebenbürger Landtag beschlossene Edikt von Torda, in dem erstmals die Religionsfreiheit verankert wurde, erkannte Katholiken, Reformierte, Lutheraner und Unitarier gleichermaßen rechtlich an. Im Vertrag von Speyer, der am 16. August 1570 mit Kaiser Maximilian II. während des Reichstages von Speyer abgeschlossen wurde, verzichtete Johann II. schließlich auf den Königstitel, behielt aber die Herrschaft über Siebenbürgen und einige mittelostungarische Komitate jenseits der Theiß, das sogenannte Partium. Er bezeichnete sich fortan als Fürst Johann Sigismund „Transilvaniae et partium regni Hungariae princeps“. Johann starb am 14. März 1571, kurz nachdem der Vertrag von Speyer ratifiziert worden war.

### Das Fürstentum unter osmanischer Herrschaft

1606 – 1660

Da Johann Sigismund keinen gesetzlichen Erben hatte, ernannte er seinen Schatzmeister Gáspár Bekes, der den Vertrag von Speyer ausgehandelt hatte, zu seinem Nachfolger. Entgegen dieser Bestimmung wählten die Siebenbürger Stände am 25. Mai 1571 Stephan Báthory zum neuen Fürsten. Er setzte sich im Thronstreit gegen Bekes durch und regierte das Land, bis er 1576 zum König von Polen-Litauen gewählt wurde. Ihm folgte sein Bruder Christoph Báthory. Dessen Sohn und Nachfolger Sigismund Báthory trat das Land 1598 im Tausch gegen die schlesischen Herzogtümer Oppeln und Ratibor an das Haus Österreich ab. Dies hatte Rachefeldzüge der Türken und Tataren und die zeitweilige Gewaltherrschaft der walachischen Woiwoden Michael und Radu zur Folge. Nach der vierten und endgültigen Abdankung Sigismunds gelangte Siebenbürgen in die Gewalt des kaiserlichen Generals Basta, dessen Schreckensherrschaft Stephan Bocskay 1604 ein Ende bereitete. Zum Fürsten von Siebenbürgen gewählt, nötigte Bocskai Kaiser Rudolf zum Frieden von Wien (1606), der ihm außer Siebenbürgen das sogenannte Partium und drei oberungarische Komitate sicherte. Ihm folgten Sigismund I. Rákóczi und Gabriel Báthory. Nach Báthorys Ermordung erlebte Siebenbürgen unter Gabriel Bethlen und Georg I. Rákóczi seine Blütezeit. Beide Fürsten erschütterten während des Dreißigjährigen Krieges im Bunde mit den deutschen protestantischen Fürsten, Frankreich und Schweden vom Osten aus die Machtstellung des Hauses Habsburg und vergrößerten im Frieden von Nikolsburg (1621) und im Linzer Frieden (1645) ihre eigene Macht, indem sie sieben oberungarischen Komitate erwarben. Zudem sicherten sie auch Ungarn seine Verfassung und Religionsfreiheit. Mit Georg II. Rákóczi kamen erneut unruhige Zeiten auf. Die an Stelle des vom Sultan entthronten Georg ernannten oder erwählten Fürsten (Rhédei, Barcsai, Kemény) vermochten nicht Fuß zu fassen, und unter Michael I. Apafi verlor Siebenbürgen ab 1687 seine Unabhängigkeit an das Habsburgerreich.

### Das Fürstentum unter habsburgischer Herrschaft
Auf Grund des Vertrags von Blasendorf (1687) wurde Siebenbürgen von kaiserlichen Truppen besetzt. Der (vorübergehende) Erfolg des von den Ständen zum Fürsten gewählten Emmerich Thököly bewog aber Kaiser Leopold I., die Verfassung und Freiheiten der drei Nationen im Diploma Leopoldinum (1691) anzuerkennen. Der Transfer zum Habsburgerreich wurde 1699 im Vertrag von Karlowitz zwischen der Heiligen Liga und dem Osmanischen Reich bestätigt. Die Zugehörigkeit Siebenbürgens und Ungarns zum Habsburgerreich war in Teilen der dortigen Bevölkerung umstritten, und die Unzufriedenheit entlud sich 1703 in einem Aufstand des ungarischen Adeligen Franz II. Rákóczi, der 1711 niedergeschlagen wurde.
Im Frieden von Sathmar am 29. April 1711 zwischen den Habsburgern und den Aufständischen blieb Siebenbürgen Teil Österreichs, und es gelang der Wiener Regierung die Kontrolle über das Gebiet zu konsolidieren. Im selben Jahre wurde der Titel Fürst von Siebenbürgen durch einen Gubernator ersetzt, der faktisch die Rolle eines Gouverneurs einnahm, ersetzt.
Ab 1734 war Siebenbürgen das Siedlungsgebiet der deutschsprachigen protestantischen Landler, die unter Karl VI. und Maria Theresia in der Zeit von 1734 bis 1756 aus den habsburgischen Erblanden deportiert wurden. Es war das einzige Gebiet des Reiches, wo der Protestantismus geduldet wurde. Maria Theresia erhob Siebenbürgen 1765 zum Rang eines Großfürstentums.
Für die weitere Geschichte Siebenbürgens, siehe Großfürstentum Siebenbürgen.

## Liste der Fürsten von Siebenbürgen

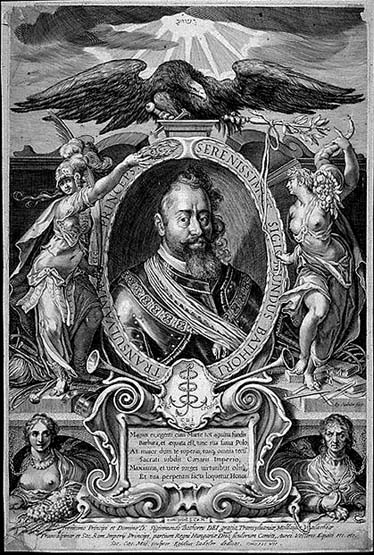
Sigismund Báthory, Fürst von Siebenbürgen

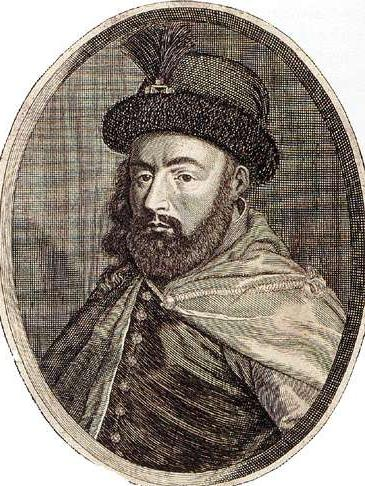
Georg II. Rákóczi, Fürst von Siebenbürgen

- Johann Sigismund Zápolya (1570–1571)
- Stephan Báthory (1571–1575)
- Christoph Báthory (1575–1581)
- Sigismund Báthory (1581–1597, 1599–1602)
- Andreas Báthory (1599)
- Michael der Tapfere (1599–1600)
- Moses Székely (1603)
- Stephan Bocskay (1604–1606)
- Sigismund I. Rákóczi (1607–1608)
- Gabriel Báthory (1608–1613)
- Gabriel Bethlen (1613–1629)
- Katharina von Brandenburg (1629–1630)
- Stephan Bethlen (1630)
- Georg I. Rákóczi (1630–1648)
- Georg II. Rákóczi (1648–1657)
- Franz Rhédey (1657–1658)
- Achatius Barcsay (1658–1660)
- Johann Kemény (1661)
- Michael I. Apafi (1661–1690)
- Michael II. Apafi (1690–1696), nominell
- Emmerich Thököly (1690–1691), Gegenfürst, vom Sultan ernannt

Ab 1690/91 Erbfürstentum des Hauses Habsburg unter einheimischen Kanzlern
- Leopold I. von Habsburg (1691–1705)
- Franz II. Rákóczi (1703–1711), vom Adel zum Fürsten gewählt
- Karl VI. (1705–1740)
- Maria Theresia (1740–1765)

Ab 1765 Großfürstentum regiert von den Habsburger Monarchen als Apostolische Könige von Ungarn in Personalunion. Ihre Herrschaft wurde durch einen Gubernator (Gouverneur) vertreten. Den Fürstentitel trugen die Habsburger in ihrem Großen Titel auch nach der Auflösung des Kronlandes 1867 bis 1918.